# Mozgás, gyerekek!
A Mozgás, gyerekek! (eredeti címén Kidz in Motion) angol televíziós filmsorozat, amelyet Phil Lee rendezett. A forgatókönyvet Camille Kusmick írta, a zenéjét Royalty Free Music szerezte. Magyarországon az M2 tűzte műsorra.

## Ismertető
A történet gyermekekről szól, akik sokat sportolnak, és sok különleges, extrém sportot is űznek.

## Szereplők
- Maggie – A 11 éves lány, aki sziklamászó.
- Jeremy – A 12 éves fiú, aki bokszoló.
- Emma – A 13 éves lány, aki lovagol.